# Scheepvaart Maatschappij Suriname
De Scheepvaart Maatschappij Suriname (SMS) is een Surinaamse Naamloze Vennootschap die zich richt op maritieme dienstverlening, zoals door rivier- en zeeschepen voor onder meer veerdiensten. De SMS werd op 1 september 1936 opgericht.
Medio twintigste eeuw was de maatschappij een redelijk tot goed draaiend bedrijf. In het eerste decennium van de 21e eeuw kende het jaren van achteruitgang als gevolg van de stijgende olieprijzen, een wereldwijd economische recessie, hogere exploitatiekosten, de opening van de Oost-Westverbinding over de weg en de bouw van bruggen. Hierdoor liep de behoefte aan vervoer over het water terug. In deze jaren werden meerdere activiteiten stopgezet of afgestoten, zoals in 2002 de verkoop van de haven van Nieuw-Nickerie aan de Havenbeheer Suriname.